# My Own Love Song
My Own Love Song (br: A Minha Canção de Amor) é um filme estadunidense de 2010 dirigido e escrito por Olivier Dahan e estrelado por Renée Zellweger, Forest Whitaker, Madeline Zima e Nick Nolte. Ele estreou na França em 7 de abril de 2010 e nos Estados Unidos no Tribeca Film Festival entre 21 de abril e 2 de maio de 2010.
A trilha sonora contém música escrita por Bob Dylan, incluindo um cover de "Life Is Hard" de seu álbum Together Through Life de 2009, cantando por Zellweger.

## Elenco
- Renée Zellweger ...Jane[3]
- Forest Whitaker ...Joey[3]
- Madeline Zima ...Billie[3]
- Nick Nolte ...Caldwell[4]
- Elias Koteas ...Dean
- Annie Parisse ...Nora
- Julia Lashae ...Suzie
- Alec Rayme ... policial que ajuda Jane